# ابلسکیور
ابلسکیور (دانمارکی: Æbleskiver) یا کلوچه خمیر هزار لا یا آپلزکایوز یک پنکیک سنتی است که به صورت گرد درست می‌شود. معنی اسم این پنکیک به زبان دانمارکی یعنی برش‌های سیب، با اینکه در نسخه امروزی وجود سیب در این پنکیک ضروری نیست. ابلسکیور از نضر بافت تاحدی شبیه به پنکیک‌های اروپایی است مانند پوپوفر و پودینگ یورکشایر، ابلسکیور مانند پنکیک جامد است اما سبک‌تر و نرم‌تر است.

## قالب ابلسکیور

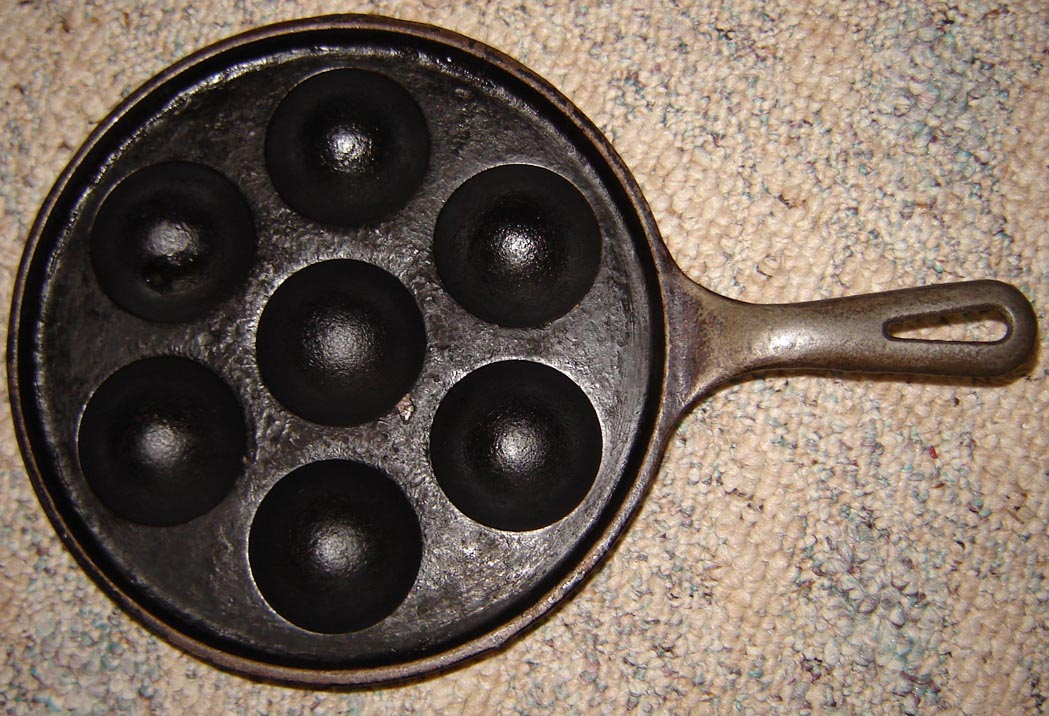
نمایی از قالب ابلسکیور.

ابلسکیور به صورت تنوری کردن در قالبی مخصوص که دارای چند دندانه نیم کره است درست می‌شود. این قالب مخصوص استفاده در گاز و اجاق‌های الکتریکی است. این قالب معمولاً از چدن ساخته می‌شود زیرا چدن دما را به خوبی انتقال می‌دهد. نسخه‌های سنتی آن از مس درست می‌شود اما در درجه اول جنبه تزئینی دارد.

## آماده‌سازی

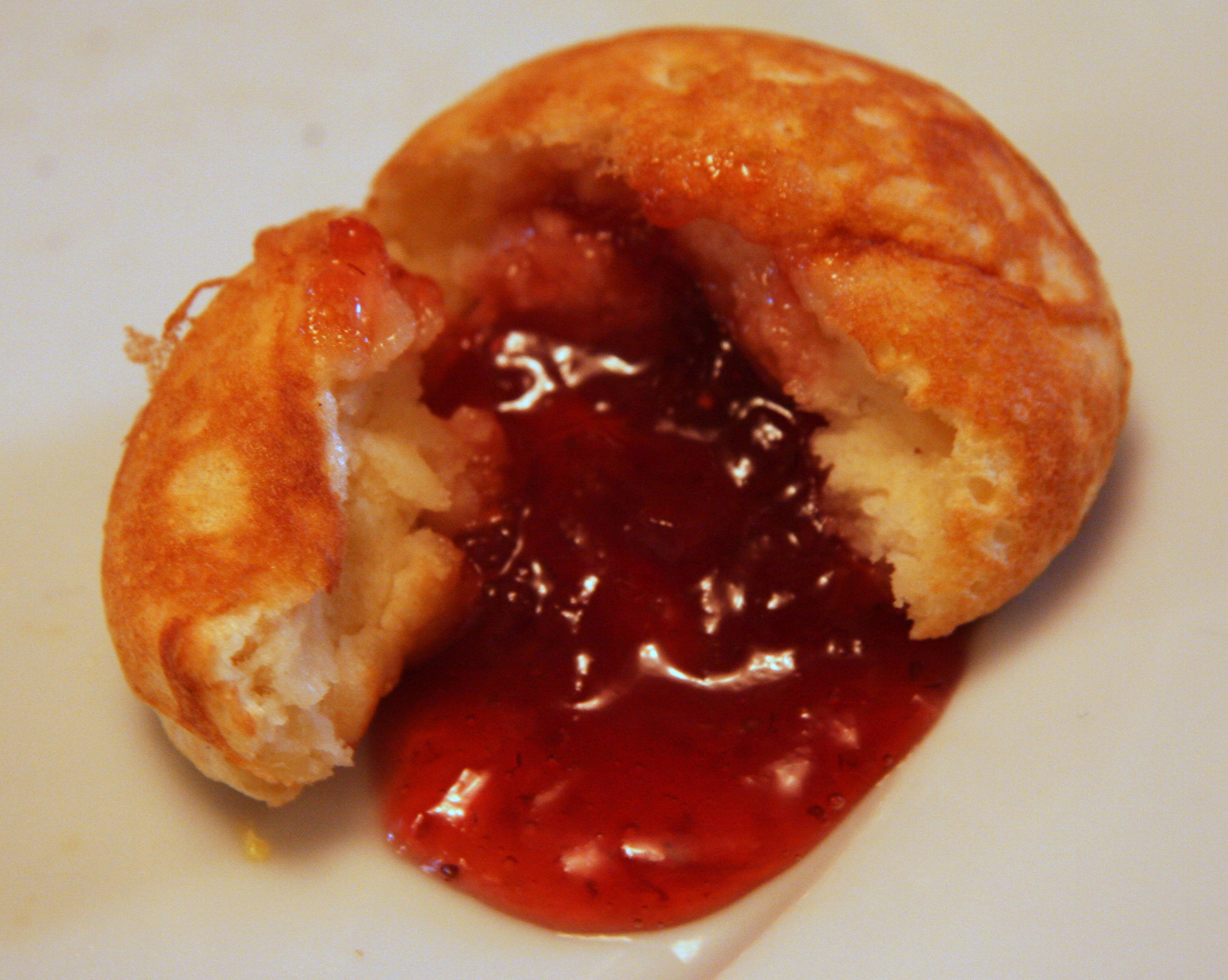
یک ابلسکیور با مربای قرمز.

خمیر ابلسکیور معمولاً از آرد گندم تهیه می‌شود و سپس با آب‌دوغ، شیر یا خامه، تخم‌مرغ، شکر و مقداری کمی نمک ترکیب می‌شود. در بعضی از دستورهای پخت برای بهتر شدن طعم از چربی (معمولاً کره), هل و خلال لیمو نیز استفاده می‌کنند و عامل ورآورنده این پنکیک در بیشتر مواقع بیکینگ پودر است اما بعضی مواقع از مخمر نیز استفاده می‌شود.
خمیر ابلسکیور در روغن ریخته می‌شود بعد از پف کردن به اشکال مختلف در می‌آید (معمولاً گرد). در سنت‌های قدیم درون ابلسکیور تکه‌های سیب یا پوره سیب ریخته می‌شود اما در خانواده‌های امروزی آلمانی کمتر این سنت پیدا می‌شود و به جای سیب در آن از تمشک، توت‌فرنگی، انگورفرنگی سیاه یا مربای تمشک استفاده و در آن کمی شکر قنادی نیز می پاشند.
ابلسکیور را نیز می‌توان به صورت آماده نیز خرید.

## سنت‌ها

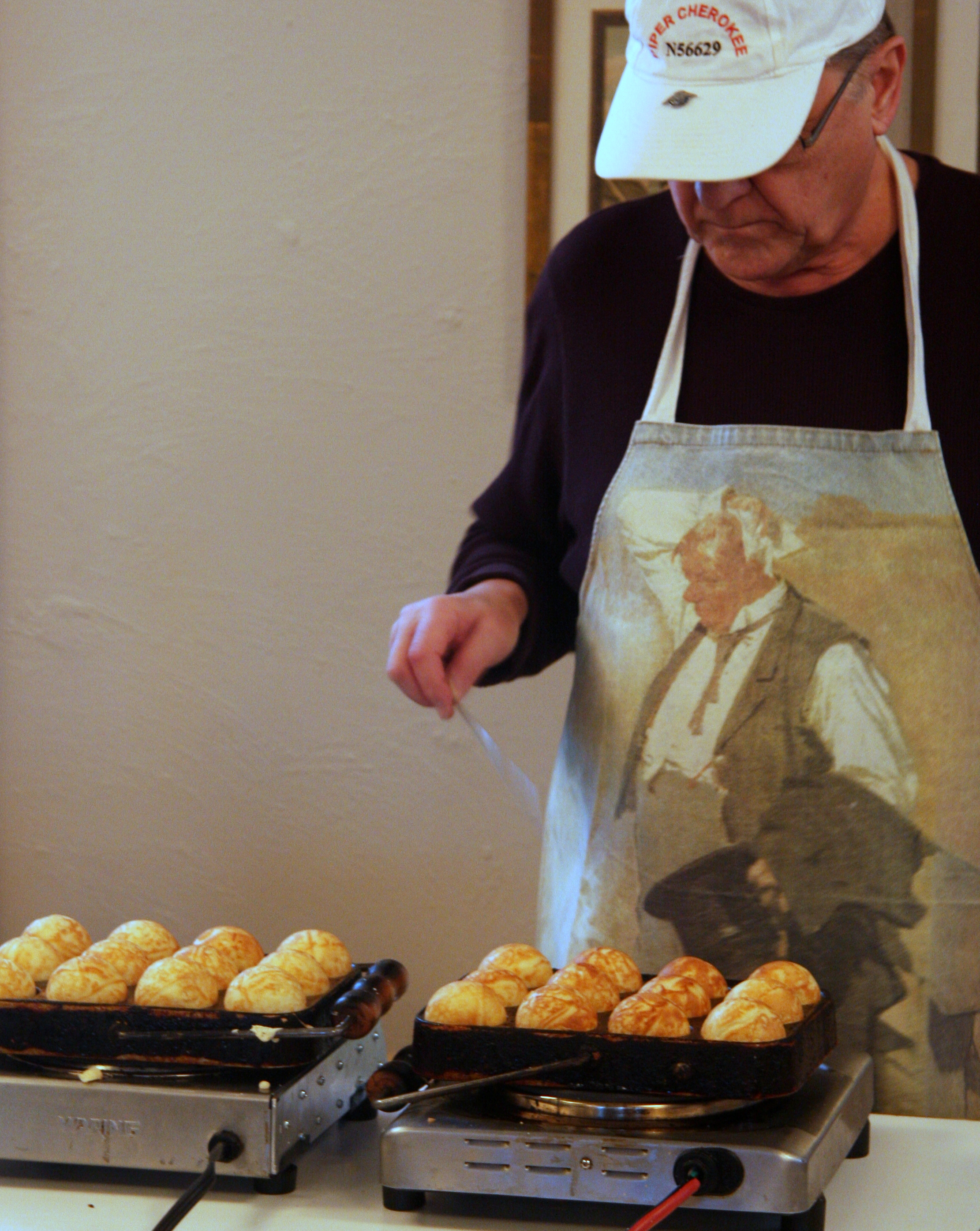
مردی در حال درست کردن ابلسکیور در مرکز آمریکایی/آلمانی‌ها در مینیاپولیس، مینه‌سوتا

در دانمارک ابلسکیور را در کریسمس درست می‌کنند و در طول شب از آن مصرف می‌کنند. در ماه دسامبر، آن‌ها همچنین با ابلسکیور شراب نیز مصرف می‌کنند، در اسکاندیناوی‌ها با شراب گرم مصرف می‌کنند. در نروژ وافل‌هایی درست می‌کنند که بسیار شبیه به ابلسکیور است.